# Uwe Stock
Uwe Stock (ur. 5 grudnia 1947) – wschodnioniemiecki judoka.
Uczestnik mistrzostw świata w 1971. Srebrny medalista mistrzostw Europy w 1970. Mistrz NRD w 1973 roku.